# Karita
Karita là một chi nhện trong họ Linyphiidae.